# نور هایکاجور
نور هایکاجور (ارمنی: Նոր Հայկաջուր؛ ترکی آذربایجانی: Boyəhmədli) یک منطقهٔ مسکونی در جمهوری آرتساخ است که در استان مارتاکرت واقع شده‌است.